# 1880
Cette page concerne l'année 1880 (MDCCCLXXX en chiffres romains) du calendrier grégorien. Pour l'année 1880 av. J.-C., voir 1880 av. J.-C.
L'année 1880 est une année bissextile qui commence un jeudi.

## Événements

### Afrique
- 5 mars - 17 mai : mission du colonel Paul Flatters au Sahara, au départ de Ouargla, pour reconnaître le tracé d’un futur chemin de fer transsaharien[1]. Il atteint l’oasis Temassinin sur le territoire des Ajjers puis le lac Menkhough le 16 avril mais doit rebrousser chemin[2].
- 20 mars : départ de Médine de l’expédition de Gallieni, mandaté au Soudan français (Mali) par la France pour nouer des relations avec les chefs locaux, établir des comptoirs et construire une voie ferrée pour pénétrer à l’intérieur du continent[3].

- 25 avril : Gallieni signe un traité avec Tokontan Keita, qui place Kita sous protectorat français[4].
- 11 mai : les Bambara attaquent à Dio l’expédition Gallieni, et Ahmadou, chef Toucouleur du Soudan occidental, lui ordonne de stopper sa marche à Nango, 40 km avant Ségou, où il reste pratiquement prisonnier de juin 1880 à mars 1881[5].
- 15 mai : l’expédition de Wilhelm Junker sur l’Uélé (1880-1886) atteint « la grande ligne de partage des eaux entre les bassins du Nil et du Congo »[6].
- 20 juin : Balé Demba, avant-dernier roi (manga) du royaume de Dubréka, dans l'actuelle Guinée, signe un traité de protectorat avec la France, point de départ de la colonisation de la Guinée[7].
- 1er juillet : l’expédition de l’autrichien Oskar Lenz, venu du Maroc par Tindouf et Araouane, fait halte à Tombouctou[8]. Elle revient en Europe par le Sénégal, après un séjour à Nioro et à Médine.
- 3 juillet : la Conférence de Madrid ouverte le 19 mai sur les privilèges capitulaires des Européens au Maroc se termine par la confirmation des privilèges définis par la convention Béclard de 1863 : maintien du droit de protection et exemption d’impôts pour les ressortissants et protégés des puissances étrangères et généralisation de la clause de la nation la plus favorisée[9].
- 7 juillet : l’Italie (compagnie Rubattino) obtient la concession du chemin de fer Tunis-La Goulette, disputée avec les Français[10].
- Juillet : Samori Touré fait le siège de Kankan (fin en 1881)[11].

- 8 août : ouverture à Boma, par des missionnaires catholiques, de la première école du Congo (futur Congo-Kinshasa), comptant dès le départ une vingtaine d'enfants[12].

- 6 septembre : création du gouvernement supérieur du Haut-Fleuve[13], avec pour siège Médine, puis Kayes dès 1881. Il dépend du gouvernement du Sénégal. Gustave Borgnis-Desbordes en est le commandant supérieur.
- 10 septembre : traité de souveraineté française entre Makoko, roi des Téké (futur Congo-Brazzaville), et Brazza[14].

- 3 octobre : fondation de Brazzaville, capitale du Congo (futur Congo-Brazzaville), par Pierre Savorgnan de Brazza (1852-1905)[14].

- 3 novembre : projet de traité élaboré à Nango entre le sultan Ahmadou et Joseph Gallieni (signé le 10 mars 1881). Le commandeur des croyants accorde à la France le privilège de la nation la plus favorisée contre des canons et de l’argent et l’assurance qu’aucun pays Toucouleur ne soit conquis. Ahmadou, qui se méfie des Français dont il ne parvient pas à percer les intentions, refusera de le ratifier[15].

- 4 décembre : le colonel Paul Flatters réorganise sa mission et quitte Ouargla pour le Hoggar malgré l’hostilité de l’aménokal Ahitaghel (fin en 1881)[16].

- Le chef nyamwezi Mwenda (1830-1891) se proclame mwami (roi) du Garaganza et prend le nom de Msiri. Msiri a conquis depuis 1855 un empire au Katanga, soit par des mariages princiers, soit par des guerres de conquête ou de soumission, qui prend le nom de Garaganza. Il installe sa capitale à Bunkeya d’où il organise la structure administrative et économique de ses États en instituant la violence comme mode permanent de résolution des conflits[17].
- Création de la Compagnie française de l’Afrique équatoriale par le comte de Sémélé[18].
- La société de banque française des comptoirs maritimes de Tunis ouvre la première banque étrangère à Tripoli[19].
- Benjamin Cases et Salomon Reinach, de l’Alliance israélite, ouvrent des écoles et travaillent à l’alphabétisation et à l’occidentalisation des Juifs de Tunisie[20].

#### Afrique australe
- 23 août, Namibie : les Héréros massacrent des Namas et des Oorlam à Okahandja, trente ans jours pour jour après le massacre d’Héréros par les Namas au même endroit[21].

- 2 décembre: les Hereros d’Otjimbingwe et d’Omaruru sont vaincus par les Namas d’Abraham Swartbooi à la bataille d’Etusis en Namibie. Otjimbingwe est pillé par Petrus Swartbooi. Les missionnaires européens conduit par Johann Albrecht Friedrich Bohm sont autorisés à quitter librement la ville[22].

- 11-12 décembre, Namibie : les Namas conduit par Jan Jonker Afrikaner sont battus par les Hereros de Wilhelm Maharero à Otjikango près d’Okahandja[21].

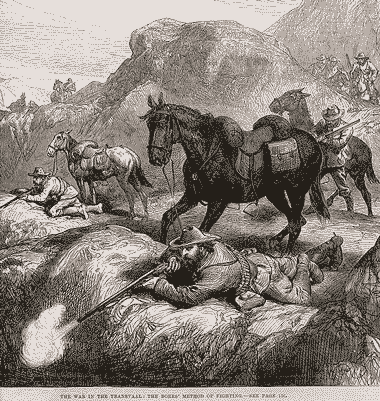
Première Guerre des Boers. Gravure parue dans l’Illustrated London News, 1881

- 16 décembre : début de l’insurrection des Boers au Transvaal. Les Britanniques sont chassés du pays[23].
- 20 décembre : début de la première Guerre des Boers avec l’attaque d'un convoi militaire britannique à Bronkhorstspruit[24] (fin le 23 mars 1881).
- 30 décembre : le Transvaal devient une république dirigée par un triumvirat formée de par Paul Kruger, Marthinus Pretorius et Petrus Joubert[25].

### Amérique
- 1er janvier : début de la réalisation du canal de Panama (fin en 1914)[26].

- 13 février : l’esclavage est aboli à Cuba de façon graduelle[27].

- 22 mars, guerre du Pacifique : victoire terrestre chilienne à la bataille de Los Ángeles (es)[28].

- 8 avril : élection présidentielle, qui inaugure l’hégémonie conservatrice en Colombie (fin en 1930). Le général Rafael Núñez, conservateur, succède aux libéraux comme président des États-Unis de Colombie et va mener une politique centralisatrice en réprimant tous les mouvements fédéralistes colombiens[29].

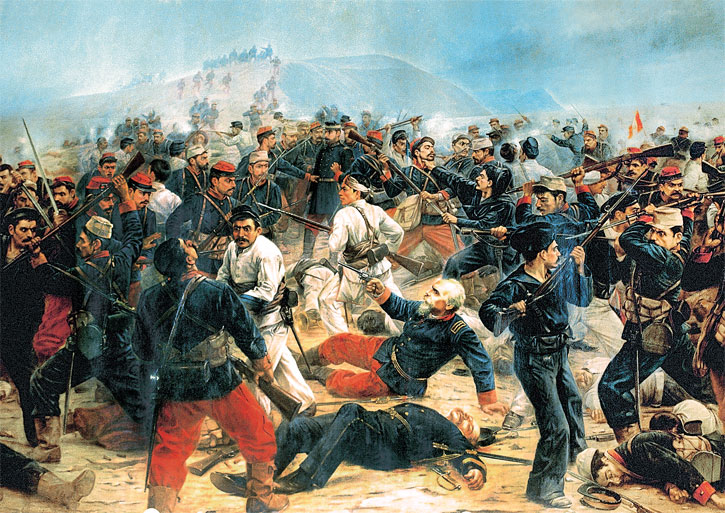
7 juin : victoire terrestre chilienne à la bataille d'Arica.

- 26 mai : bataille de l’Alto de la Alianza[28], dans la guerre du Pacifique entre le Chili et le Pérou, au cours de laquelle 300 hommes du bataillon des grenadiers de Tacna (Pérou) affrontent au corps à corps plus de 3 000 Chiliens.
- 1er septembre : une assemblée constituante se réunit pour donner une nouvelle Constitution démocratique au Honduras, promulguée le 1er novembre, qui entre en vigueur le 1er janvier 1881[30]. Œuvre du président Marco Aurelio Soto, elle garantit la liberté des cultes, de la presse, du travail, de l’industrie, du commerce et de navigation. Ces libertés constitutionnelles ne survivront pas à Aurelio Soto.

- 30 octobre : Tegucigalpa devient capitale du Honduras[31].

- 2 novembre : élection de James Abram Garfield comme président des États-Unis d'Amérique[32].

### Asie et Pacifique
- 3 janvier : parution en Inde de l’hebdomadaire Illustrated Weekly, qui deviendra l’édition hebdomadaire du Times of India[33].

- 19 février : le gouvernement chinois demande à renégocier le traité du Livadia concernant la cession à la Russie de la région d’Ili (Turkestan chinois)[34]. Ce traité a été signé l’année précédente par un émissaire chinois sans l’autorisation de la cour. La Chine mobilise ses troupes sur la frontière russe.

- Juin : montée de l’opposition nationaliste au Liban. Les premiers placards réclamant le retour du constitutionnalisme et l’indépendance de la Syrie sont affichés sur les murs de Beyrouth[35].
- 29 juin : le gouvernement français obtient du roi Pomare V la cession de la pleine et entière souveraineté de tous les territoires dépendant de la couronne de Tahiti (îles de la Société, îles Tuamotu), cession ratifiée par la loi du 30 décembre 1880[36].
- 21 juillet : le capitaine de Torcy, attaché militaire français, est reçu par Abdülhamid II. Le Sultan ottoman parvient à éloigner la menace d’une mainmise britannique sur la Syrie en impliquant la France dans la question et en l’incitant à y développer son action[37].
- 22 juillet : Abd al-Rahman Khan, petit-fils de Dost Mohammad, monte sur le trône d'Afghanistan (fin en 1901)[38]. Pendant son règne, il règle des conflits territoriaux avec l’Inde et la Russie, crée une armée de métier, et affaiblit les pouvoirs de plusieurs chefs tribaux.
- 27 juillet, seconde guerre anglo-afghane : victoire afghane sur les Britanniques à la bataille de Maiwand. Les Afghans révoltés assiègent le général James Primrose à Kandahar[39].

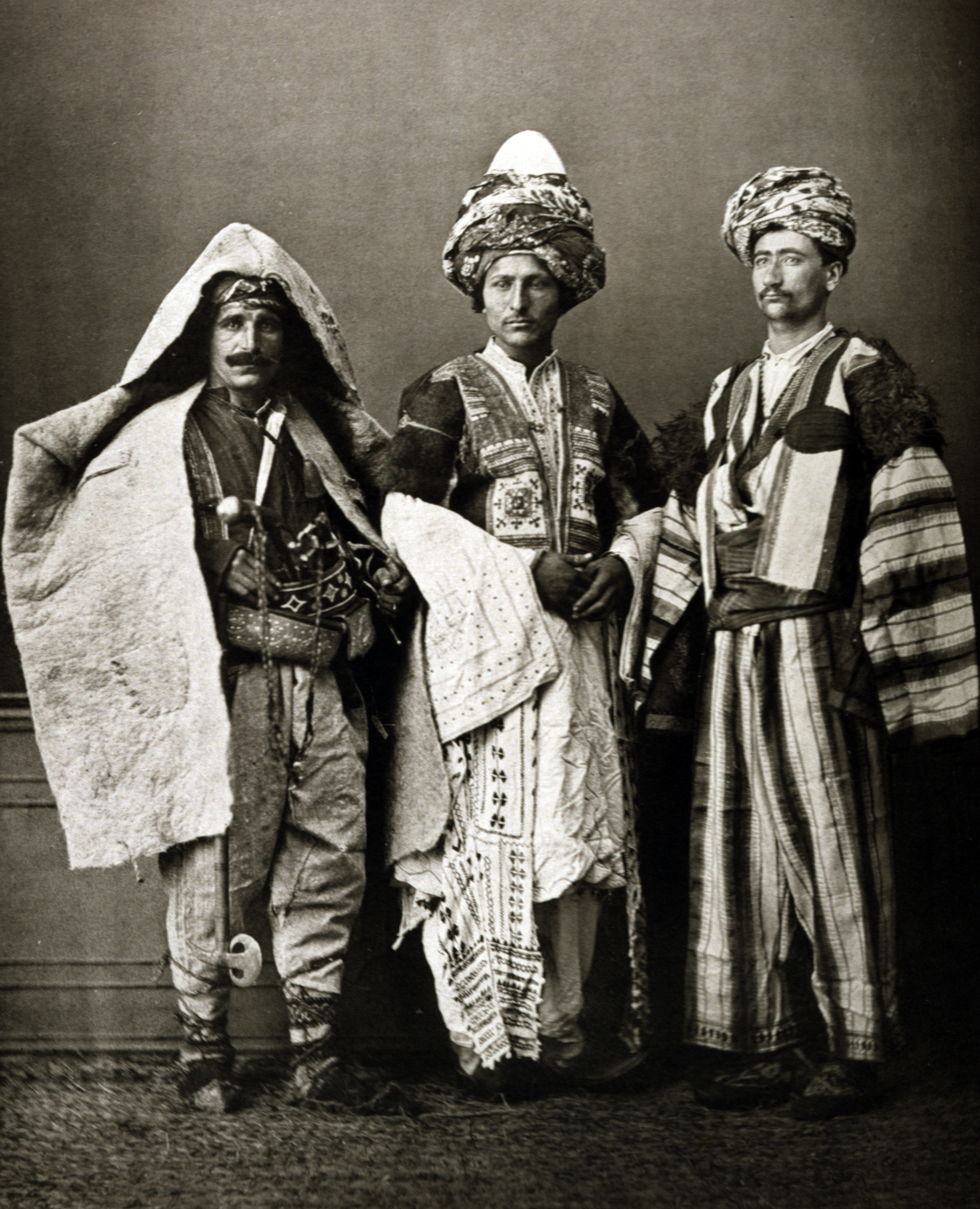
Membres de tribus kurdes en 1873, photographie de Pascal Sébah.

- Août : la réunion de nombreux chefs de tribus kurdes à Shamdinan à la frontière turco-persane, en Anatolie orientale, présidée par le Cheikh Obeidullah, décide la formation d’un Kurdistan indépendant. Une offensive victorieuse est lancée en octobre contre la Perse. Miandoab est pillé et une partie de sa population azérie massacrée. Les forces Qadjar sont battues à Maragha, ce qui provoque la panique à Tabriz. Les révoltés kurdes se retirent dans les hauteurs d’Ourmia ; le médecin et missionnaire presbytérien américain Joseph Cochran négocie une trêve avec Obeidullah, et le mouvement perd de son ampleur. Obeidullah fait sa soumission au Sultan, qui le reçoit à Constantinople en 1881. En août 1882, il rentre au Kurdistan et tente de négocier avec les Russes, puis est arrêté et exilé à La Mecque en octobre 1882[40],[41]. La révolte, d’abord tournée contre l’empire ottoman, prend le caractère d’un djihad contre les Arméniens. Le sultan ottoman exploitera habilement son caractère antiarménien pour rallier les grandes familles à sa cause panislamiste. Jusqu’en 1914, plus de 100 000 Kurdes s’établiront dans les régions de Mouch, Van et Erzeroum, migration accompagnée de violences, de pillages et d’expropriations. Les Turcs eux-mêmes arment les Kurdes, et en forment des régiments de cavalerie hamidiés qui font régner la terreur (1891). Les Arméniens doivent héberger en hiver les nomades kurdes et doivent payer à leurs chefs un impôt en plus de l’impôt turc. Les Arméniens, d’abord désarmés, organisent la résistance[42].

- 1er septembre, seconde guerre anglo-afghane : victoire britannique du général Roberts sur les Afghans de Ya’qub Khan à la bataille de Kandahar (en). Abd al-Rahman Khan confirme le traité de Gandomak, avec la cession de la passe de Khyber et celle d’autres territoires afghans aux Britanniques, qui reconnaissent les frontières afghanes et évacuent le pays[43] (Kandahar le 15 avril 1881)[38].
- 1er octobre : ouverture de l’Exposition internationale de Melbourne[44].

- Le député britannique Laurence Oliphant publie « Le pays de Gilead », dans lequel il préconise l’installation de Juifs à l'Est du Jourdain, sous la suzeraineté ottomane et la protection britannique[45].

### Europe
- 17 février (5 février du calendrier julien) : nouvel attentat manqué contre Alexandre II de Russie. Destruction à l’explosif de la salle à manger impériale au palais d’Hiver par Narodnaïa Volia[46].

- 24 février (12 février du calendrier julien) : commission exécutive suprême présidée par le général Loris-Melikov, et dotée de pleins pouvoirs[47]. Alexandre II de Russie décide de combattre politiquement le terrorisme. En faisant notamment des ouvertures à l’opposition, il réussira partiellement à affaiblir le terreau sur lequel se développe le radicalisme.

- 20 février : la France, le Royaume-Uni et l’Allemagne reconnaissent officiellement l’indépendance de la Roumanie[48].

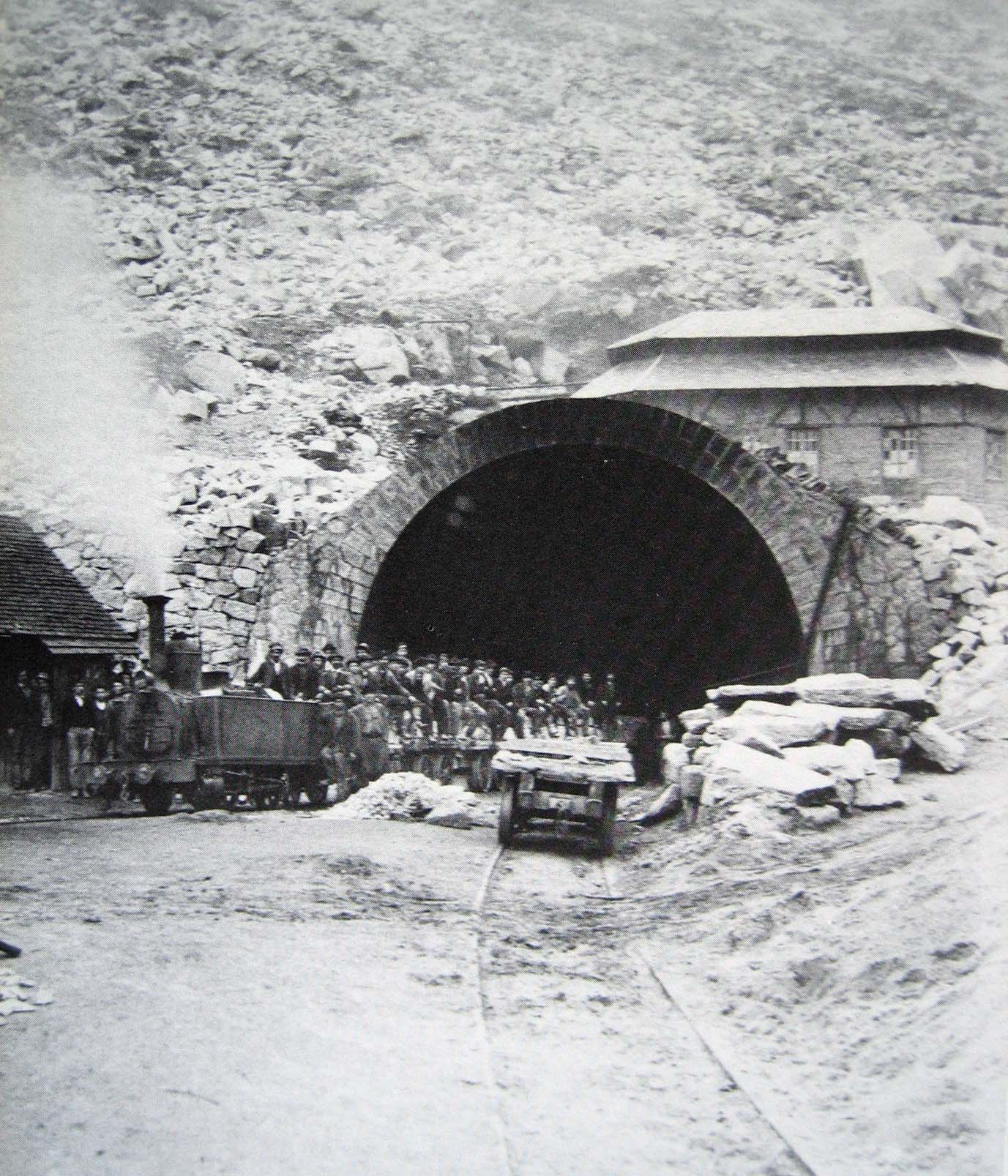
29 février : le tunnel du Saint-Gothard est percé.

- 23 mars : le prince Alexandre Ier de Bulgarie, qui a dû recourir à de nouvelles élections législatives à la Sabranie après son refus de nommer un gouvernement libéral, est désavoué par le pays, qui envoie une nouvelle majorité libérale[49].

- 22 avril : à l’issue d’un conflit frontalier avec les Monténégrins, sous la pression des Occidentaux, Constantinople cède les régions de Hoti et Gruda au Monténégro[50].
- 28 avril : début du ministère libéral de William E. Gladstone, Premier ministre du Royaume-Uni (fin en 1885)[51]. Les troubles en Afrique du Sud et en Inde, associés à la crise économique, agricole (amplification de l’exode rural) et sociale (montée du chômage), provoquent la chute du gouvernement conservateur de Benjamin Disraeli. Le succès des libéraux aux élections amène Gladstone au pouvoir.

- 23 mai, Espagne : fondation du parti « fusionniste » par le chef des députés constitutionnels, Práxedes Mateo Sagasta, qui rassemble les libéraux ralliés à la nouvelle dynastie et marque un premier pas vers la fondation d’un parti libéral[52].

- 11 juillet : fondation de la Société de géographie commerciale de Porto, présidée par Joaquim Pedro de Oliveira Martins[53].

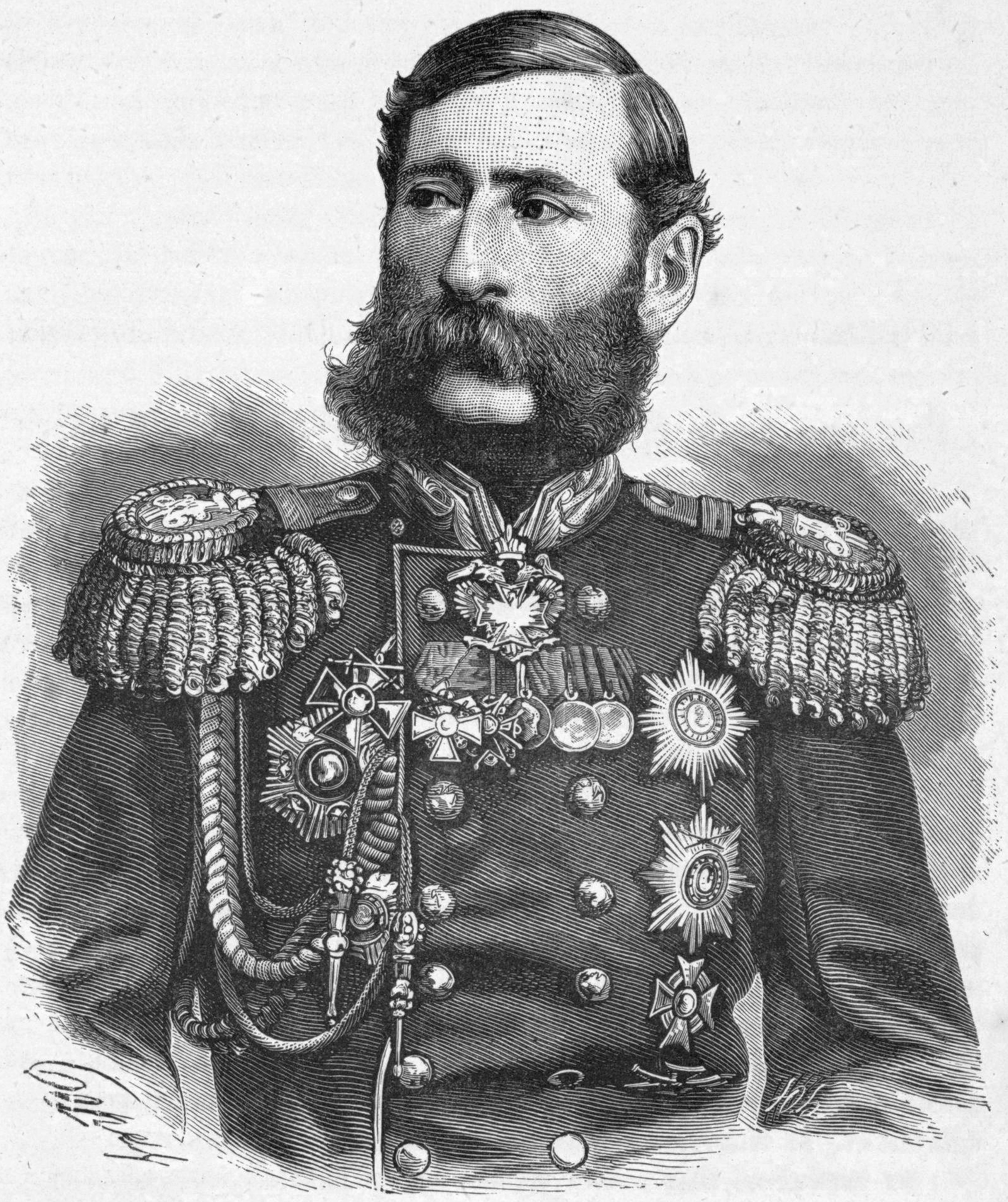
18 août : Mikhaïl Loris-Melikov instaure « la dictature du cœur » en Russie : ouverture vers les milieux libéraux modérés, lutte contre les mouvements révolutionnaires.

- 18 août (6 août du calendrier julien) : Mikhaïl Loris-Melikov devient ministre de l’Intérieur en Russie. La IIIe section est supprimée, ses attributions sont rattachées au ministère de l’intérieur[54].

- 26 août : Elementary Education Act[55]. Le Royaume-Uni rend l’instruction primaire obligatoire et gratuite. L’analphabétisme disparaît pratiquement à la fin du siècle, mais seuls 68 à 75 % des enfants en âge scolaire respectent l’obligation en 1885.
- 28 août : « Sezession ». Scission de l’aile gauche du parti national-libéral en Allemagne[56] et formation le 19 novembre d’une Association libérale dirigée par von Stauffenberg[57], qui rassemble les adversaires du protectionnisme et de l’abandon du Kulturkampf après que Bismarck a fait adopter en juillet la première loi d’adoucissement en faveur de l’Église catholique.

- 17 septembre : le sultan ottoman abandonne la ville d’Ulqin, au Monténégro[58].

- 20 octobre : Abraham Kuyper fonde la nouvelle Université libre d’Amsterdam[59].
- 6-7 novembre : fondation de l’Union syndicale suisse[60].

- Hongrie : le parti des citoyens privés de droit de vote est remplacé par le Parti ouvrier unifié hongrois (Magyarorszagi Altalanos Munkaspart) d’inspiration marxiste. Léo Fränkel est condamné à 18 mois de prison et repart en exil[61].

## Naissances en 1880

### Janvier
- 1er janvier : Bertram Bracken, acteur et producteur américain († 1er novembre 1952).
- 2 janvier : Rafael González Madrid dit « Machaquito » matador espagnol († 1er novembre 1955).
- 5 janvier : Nikolaï Medtner, compositeur et pianiste russe († 13 novembre 1951).
- 4 janvier : Jacques Dyssord (1880-1952), poète et écrivain français († 19 décembre 1952).
- 8 janvier : Jean Roque, peintre français († 6 décembre 1925).
- 10 janvier :
  - François-Charles Baude, peintre français († 26 novembre 1953).
  - Frans Van Cauwelaert, professeur de psychologie et homme politique belge († 17 mai 1961).
- 12 janvier : Xhafer Ypi, bektashi musulman albanais († 17 décembre 1940).
- 14 janvier : Pierre Gerlier, cardinal français, archevêque de Lyon († 17 janvier 1965).
- 17 janvier : Mack Sennett, acteur, réalisateur et producteur canadien († 5 novembre 1960).
- 19 janvier : Maurice Ruffin, peintre et graveur français († 4 septembre 1966).
- 23 janvier : Jean-Georges Cornélius, peintre français († 3 juin 1963).
- 25 janvier : Fricis Bārda, poète letton († 13 mars 1919).
- 26 janvier : Douglas MacArthur, général américain († 5 avril 1964).
- 28 janvier : Camil Ressu, peintre roumain († 1er avril 1963).
- 29 janvier : W. C. Fields, humoriste de vaudeville et acteur américain († 25 décembre 1946).
- 31 janvier : Albert Pomade, architecte français († 31 décembre 1957)

### Février
- 1er février : Francesco Balilla Pratella, compositeur et musicologue italien († 17 mai 1955).
- 2 février : Vilmos Perlrott-Csaba, peintre et illustrateur hongrois († 23 janvier 1955).
- 3 février : Félix Fourdrain, organiste et compositeur français († 23 octobre 1923).
- 8 février : Franz Marc, peintre allemand († 4 mars 1916).
- 9 février : Alfred Marzin, peintre français († 1er octobre 1943).
- 11 février : Auguste Silice, peintre et décorateur français († 17 décembre 1951).
- 13 février : Jacques Bille, peintre français († 1942).
- 17 février : Ernest Linton, footballeur canadien († 6 août 1957).
- 18 février : Webster Cullison, réalisateur et acteur américain († 7 juillet 1938).
- 19 février : Álvaro Obregón, président du Mexique de 1920 à 1924 († 17 juillet 1928).
- 26 février :
  - Apcar Baltazar, peintre roumain d'origine arménienne († 26 septembre 1909).
  - Kenneth Edgeworth, ingénieur et astronome irlandais († 10 octobre 1972).

### Mars
- 1er mars : Albert Alain, organiste et compositeur français († 15 octobre 1971).
- 2 mars :
  - Tora Vega Holmström, peintre suédoise († 28 janvier 1967).
  - Alfred James Lotka, mathématicien et statisticien américain († 5 décembre 1949).
- 4 mars : Lawson Butt, acteur et réalisateur anglais († 14 janvier 1956).
- 8 mars : Tibor Boromisza, peintre hongrois († 8 janvier 1960).
- 9 mars : Jacques Patissou, peintre français († 25 février 1925).
- 11 mars : Karl Paulus Kallin, musicien et directeur musical suédois († 15 août 1960).
- 13 mars : Marius de Zayas, peintre, artiste graphique, caricaturiste, écrivain et galeriste mexicain († 10 janvier 1961).
- 18 mars : 
  - Carel de Nerée tot Babberich, dessinateur, peintre et écrivain néerlandais († 19 octobre 1909).
  - Raphaël Binet, photographe français († 26 septembre 1961)
- 21 mars : 
  - Gilbert M. Anderson, réalisateur, acteur, scénariste et producteur de cinéma américain († 20 janvier 1971).
  - Hans Hofmann, peintre allemand († 17 février 1966).
  - Rahel Straus, médecin, féministe et écrivaine allemande émigrée en Israël († 15 mai 1963).
- 25 mars : Mit'hat Frashëri, diplomate, écrivain et homme politique albanais († 3 octobre 1949).
- 26 mars : Oleksandr Bohomazov, peintre russe puis soviétique († 3 juin 1930).
- 29 mars : Walter Edouard Guinness, Lord Moyne, homme politique britannique († 6 novembre 1944).
- 30 mars : Harcourt Williams, acteur, dramaturge et metteur en scène anglais († 13 décembre 1957).

### Avril
- 1er avril : Adolphe Cossard, peintre français († 13 avril 1952).
- 2 avril : Nathan Grunsweigh, peintre polonais et français († 8 janvier 1956).
- 3 avril : Jean-Charles Duval, peintre, dessinateur et décorateur français († 11 décembre 1963).
- 6 avril : Aleksandrs Apsītis, peintre, graphiste et illustrateur letton († 9 septembre 1943).
- 8 avril : Lucien Jonas, peintre français († 20 septembre 1947).
- 9 avril : Edmée Delebecque, poétesse, peintre et graveuse française († 31 mars 1951).
- 10 avril : Konstanty Brandel, peintre et graveur polonais († 7 décembre 1970).
- 11 avril : Bernardino Molinari, chef d'orchestre italien († 25 décembre 1952).
- 12 avril :
  - Harry Baur, comédien français († 8 avril 1943).
  - Wayne Arey, acteur américain († 2 juillet 1937).
- 14 avril : Pablo Tillac, peintre, graveur, sculpteur et illustrateur français († 15 octobre 1969).
- 14 avril ou 15 avril : Augustin Ferrando, peintre orientaliste français († 7 avril 1957 ou 8 avril 1957).
- 17 avril : Jacques Suzanne, peintre, artiste, pianiste, acteur et explorateur français († 1er août 1967).
- 18 avril : Cesare Ferro Milone, peintre italien († 1934).
- 21 avril : André Nivard, peintre français († 29 mai 1969).
- 30 avril : Hugo Boettinger, peintre austro-hongrois puis tchécoslovaque († 9 décembre 1934).

### Mai
- 1er mai : Emile Riadis, compositeur grec († 17 juillet 1935).
- 4 mai : André Engel, peintre français († 2 mai 1942).
- 5 mai : Sándor Ziffer, peintre roumain († 8 septembre 1962).
- 6 mai :
  - William Edmund Ironside, officier supérieur britannique († 22 septembre 1959).
  - Ernst Kirchner, peintre allemand († 15 juin 1938).
- 9 mai : André Léveillé, peintre français († 24 décembre 1963).
- 12 mai : Blanche Monod, peintre suisse († 14 avril 1956).
- 14 mai : Édouard Fraisse, peintre, sculpteur et médailleur français († 13 septembre 1945).
- 16 mai : Anne O'Hare McCormick, journaliste américaine († 29 mai 1954.
- 17 mai : Camille Carlier, peintre française († 23 mai 1960).
- 18 mai :
  - Pierre Gourdault, peintre français († 5 janvier 1915).
  - Mario Pérouse, peintre français  († 26 juin 1958).
- 22 mai : Achille Capliez, peintre français († 30 janvier 1969).
- 25 mai :
  - Charlotte Berend-Corinth, peintre allemande († 10 janvier 1967).
  - Leonid Ovsiannikov, peintre et pédagogue russe puis soviétique († 30 mars 1970).
- 28 mai :
  - Jack Curtis, acteur américain († 16 mars 1956).
  - Luigi Mantovani, peintre italien († 25 septembre 1957).
- 31 mai :
  - Gaston Balande, peintre et dessinateur français († 8 avril 1971).
  - André Jacques, peintre et graveur français († 1er septembre 1960).

### Juin
- 3 juin : Georges Cyr, peintre libanais d'origine française († 4 juillet 1964).
- 5 juin : Charles Lovy, militaire français († 29 mars 1903).
- 8 juin : Eugenio Bonivento, peintre italien († 12 novembre 1956).
- 9 juin : Clarence G. Badger, réalisateur, scénariste, acteur et producteur américain († 17 juin 1964).
- 10 juin : André Derain, peintre français († 8 septembre 1954).
- 11 juin : Louis Audibert, peintre français († 20 mars 1983).
- 16 juin : Alice Bailey, écrivain ésotériste et occultiste britannique († 15 décembre 1949).
- 17 juin : Alexandre Cellier, organiste et compositeur français († 4 mars 1968).
- 26 juin : Aruth Wartan, acteur et producteur de cinéma russe puis soviétique († 14 avril 1945).
- 27 juin : Henri Montassier, peintre, caricaturiste et illustrateur français († 7 juin 1946).

### Juillet
- 1er juillet : Gaspard Van den Bussche, journaliste français († ?).
- 2 juillet :
  - Édouard Elzingre, peintre, affichiste et illustrateur suisse († 4 juillet 1966).
  - Jānis Roberts Tillbergs, peintre letton († 7 novembre 1972).
- 10 juillet : Gaspard Maillol, peintre, graveur sur bois, aquarelliste, éditeur et papetier français († 6 janvier 1946).
- 11 juillet :
  - Jacques Brissaud, peintre, sculpteur et lithographe français († 26 octobre 1960).
  - Reveriano Soutullo, compositeur espagnol de zarzuelas († 29 octobre 1932).
- 12 juillet :
  - Tod Browning, réalisateur, scénariste, producteur et acteur américain(† 6 octobre 1962).
  - Louis Cahuzac, clarinettiste français († 9 août 1960).
- 15 juillet : Letitia Overend, philanthrope irlandaise († 3 octobre 1977).
- 16 juillet : « Lagartijo Chico » (Rafael Molina Martínez), matador espagnol († 8 avril 1910).
  - Mario Bettinelli, peintre italien († 10 janvier 1953).
  - André Pécoud, peintre, illustrateur et affichiste français († 28 janvier 1951).
- 20 juillet : Tobeen, de son vrai nom Félix Bonnet, peintre français († 14 mars 1938).
- 25 juillet : Anatole Devarenne, peintre et écrivain français († 25 mai 1954).
- 26 juillet : Marcel Noblot, peintre, dessinateur et caricaturiste français († 10 août 1935).
- 31 juillet :
  - Manuel Penella, compositeur espagnol († 24 janvier 1939).
  - Jessie Webb, historienne australienne († 17 février 1944).

### Août
- 5 août : Henri Lucien Joseph Buron, peintre et illustrateur français († 12 décembre 1969).
- 8 août : Edward Coxen, acteur anglo-américain († 21 novembre 1954).
- 11 août : T. Roy Barnes, acteur anglais († 30 mars 1937).
- 14 août : Victor Thuau, coureur cycliste français († 29 février 1964).
- 17 août : Leo Ascher, compositeur autrichien († 25 février 1942).
- 23 août : Wyndham Standing, acteur anglais († 1er février 1963).
- 24 août : André Cheron, acteur américain d'origine française († 26 janvier 1952).
- 25 août :
  - Joseph-Émile Bégule, peintre et peintre-verrier français († 18 novembre 1972).
  - Ludwig Rochlitzer, compositeur et avocat autrichien († 13 mars 1945).
  - Robert Stolz, compositeur et chef d'orchestre autrichien († 27 juin 1975).
- 26 août :
  - Guillaume Apollinaire, poète français († 9 novembre 1918).
  - Domenico Bartolini, fonctionnaire et homme politique italien († 5 avril 1960).
- 30 août :
  - Nikolaï Astrup, peintre norvégien († 20 janvier 1928).
  - Konrad von Preysing, cardinal allemand († 21 décembre 1950).
- 31 août :
  - Wilhelmina des Pays-Bas, Reine des Pays-Bas († 28 novembre 1962).
  - Ernest Witty, footballeur, tennisman et dirigeant sportif hispano-anglais († 1er avril 1969).

### Septembre
- 2 septembre : Gabriella Borgarino, religieuse italienne, mystique († 1er janvier 1949).
- 12 septembre : Kathleen Fox, peintre, émailleuse et vitrailliste irlandaise († 17 août 1963).
- 13 septembre : Lucy Wortham James, philanthrope américaine († 20 janvier 1938).
- 14 septembre : Émile Abry, proviseur français († 14 juin 1957).
- 15 septembre : Frank Kramer, coureur cycliste américain († 8 octobre 1958).
- 16 septembre : « Plumeta » (Léonce André), matador français († 17 février 1915).
- 17 septembre :
  - Ferdinand Fargeot, peintre, affichiste, illustrateur et caricaturiste français († 15 novembre 1957).
  - Désiré-Émile Inghelbrecht, chef d'orchestre et compositeur français († 14 février 1965).
  - Jack McDonald, acteur américain du cinéma muet († 19 juin 1941).
- 19 septembre : Zequinha de Abreu, musicien et compositeur brésilien († 22 janvier 1935).
- 20 septembre : Ugo Cavallero, militaire et homme politique italien († 14 novembre 1943).
- 21 septembre :
  - Carl Felber, peintre helvético-allemand († 14 juillet 1932).
  - Gervèse, officier de marine, peintre et illustrateur français († 24 mai 1959).
- 26 septembre : Al Cooke, acteur américain († 6 juillet 1935).
- 27 septembre : Jacques Thibaud, violoniste français († 1er septembre 1953).
- 28 septembre :
  - Harriet Kirkwood, peintre irlandaise († 20 juin 1953).
  - René Ressejac-Duparc, footballeur français († 19 avril 1941).

### Octobre
- 6 octobre : Louis Moilliet, peintre et concepteur de vitrail suisse († 24 août 1962).
- 7 octobre : Jaume Pahissa, compositeur et musicologue d'origine espagnole († 27 octobre 1969).
- 12 octobre : Mirza Koutchak Khan, homme politique iranien († 2 décembre 1921).
- 13 octobre : Max Götze, coureur cycliste sur piste allemand († 29 octobre 1944).
- 18 octobre : Vladimir Jabotinsky, homme politique sioniste († 4 août 1940).
- 21 octobre : Viking Eggeling, peintre et cinéaste suédois († 19 mai 1925).
- 23 octobre : Li Shutong, maître chinois du bouddhisme de l'école dite lüzong, également peintre et poète († 13 octobre 1942).
- 26 octobre : Manuel Quintín Lame, leader indigène colombien († 7 octobre 1967).
- 27 octobre : Eero Haapalainen, homme politique et journaliste finlandais († 27 novembre 1937).
- 31 octobre : Mikhaïl Tomski, syndicaliste, révolutionnaire et homme politique russe puis soviétique († 22 août 1936).

### Novembre
- 1er novembre :
  - Louis Valdo-Barbey, dessinateur, peintre et décorateur français d'origine suisse († 5 décembre 1964).
  - Alfred Wegener, astronome et météorologue allemand († novembre 1930).
- 3 novembre : Edward Conor Marshall O'Brien, écrivain, architecte, patriote et marin irlandais († 18 avril 1952).
- 4 novembre : Bertalan Pór, peintre hongrois († 29 août 1964).
- 10 novembre : Pierre Almes, peintre, aquarelliste et céramiste français († ?).
- 17 novembre :
  - Arduino Colato, peintre et dessinateur italien († 1er février 1954).
  - Edmond-Édouard Lapeyre, peintre, illustrateur et affichiste français († 4 février 1960).
- 18 novembre : Ludvík Strimpl, peintre, graphiste et diplomate austro-hongrois puis tchécoslovaque († 20 décembre 1937).
- 21 novembre : William Edge, homme politique britannique († 18 décembre 1948).
- 22 novembre : Edwin Stanley, acteur américain († 25 décembre 1944).
- 25 novembre : Henri Sauvard, peintre paysagiste français († 23 mars 1973).
- 26 novembre : Édouard Chimot, peintre, illustrateur, graveur et directeur artistique français († 7 juin 1959).
- 27 novembre : Jean Baltus, peintre français († 16 décembre 1946).
- 28 novembre : Pierre Rectoran, écrivain français († 10 janvier 1952).

### Décembre
- 4 décembre :
  - Pedro Segura y Sáenz, cardinal espagnol († 8 avril 1957).
  - Eugène Soudan, avocat, juriste et homme politique belge († 30 novembre 1960).
- 5 décembre : Olga Meerson, peintre russe puis soviétique († 1er juillet 1930).
- 8 décembre :
  - Eugène Prévost-Messemin, décorateur de théâtre, peintre et illustrateur français († 23 décembre 1944).
  - Clément Émile Roques, cardinal français, archevêque de Rennes († 4 septembre 1964).
- 16 décembre : Shikō Imamura, peintre japonais († 28 février 1916).
- 17 décembre :
  - Mario Biazzi, peintre italien († 11 février 1965).
  - Nikolaï Sapounov, peintre russe († 14 juin 1912).
- 18 décembre : Maurice Busset, xylographe français († 30 avril 1936).
- 19 décembre : Augustin Jean Ukken, prêtre catholique syro-malabar, vénérable († 13 octobre 1956).
- 21 décembre : Hashiguchi Goyō, peintre et graveur japonais († 24 février 1921).
- 23 décembre : Bertram Grassby, acteur anglais († 7 décembre 1953).
- 26 décembre : Leon De La Mothe, réalisateur, acteur et scénariste américain († 12 juin 1943).
- 27 décembre : Ernst Boehe, compositeur et chef d'orchestre allemand († 16 novembre 1938).
- 28 décembre :
  - Walter Bondy, dessinateur, photographe et collectionneur d'art autrichien († 17 septembre 1940).
  - Tytus Czyżewski, peintre, poète et critique d'art polonais († 5 mai 1945).
- 30 décembre : Henry Cheffer, peintre et graveur français († 3 mai 1957).

### Date précise inconnue
- Gabrielle Vassal, exploratrice franco-britannique († 31 mai 1959).
- A. V. Bramble, acteur, réalisateur et producteur britannique († 17 mai 1963).
- Vladimir Polunin, peintre russe puis soviétique († 11 mars 1957).
- Siti binti Saad, chanteuse de l'archipel de Zanzibar († 8 juillet 1950).
- Kojo Thompson, homme politique ghanéen († 1950).

## Décès en 1880
- 4 janvier : Anselm Feuerbach, peintre allemand (° 12 janvier 1829).
- 8 janvier : Joshua Norton, « Empereur Norton I » (° vers 1819).
- 16 janvier :
  - Auguste Galimard, peintre, lithographe, créateur de vitraux et critique d'art français (° 25 mars 1813).
  - Charles Nègre, peintre et photographe français (° 9 mai 1820).
- 30 janvier :
  - Paul Devaux, homme politique belge (° 10 avril 1801).
  - Gaspare Sensi, peintre et lithographe italien (° 1794).

- 15 février : Jan Weissenbruch, peintre néerlandais (° 18 mars 1822).
- 19 février : Constantino Brumidi, peintre italien (° 25 juillet 1805).
- 22 février : 
  - Eugénie Desjobert, philanthrope française (° 3 mai 1800).
  - Adolphe Roger, peintre français (° 15 mars 1800).

- 8 mars : Alfred Richard, peintre mauricien (° 7 août 1824).
- 14 mars :
  - Luther Hamilton Holton, homme d'affaires et homme politique canadien (° 22 janvier 1817).
  - Pagan Min, roi de Birmanie (° 21 juin 1811).
- 23 mars : Christian Theodor Overbeck, homme politique allemand (° 16 mai 1818).
- 31 mars : Henryk Wieniawski, compositeur polonais (° 10 juillet 1835).

- 7 avril : Nissage Saget, militaire et homme politique haïtien (° 20 septembre 1810).
- 11 avril :
  - Jean Baptiste Marie Fouque, peintre français (° 2 juillet 1819).
  - Théodore Gudin, peintre de marine français (° 15 août 1802).
- 28 avril : Louis Dubois, peintre paysagiste belge (° 13 décembre 1830).

- 8 mai : Gustave Flaubert, écrivain français (° 12 décembre 1821).
- 13 mai : Lievin De Winne, peintre belge (° 24 janvier 1821).
- 16 mai : Clément-Auguste Andrieux, peintre et lithographe français (° 7 décembre 1829).
- 17 mai :
  - Christen Andreas Fonnesbech, homme d'État danois (° 7 juillet 1817).
  - Ferenc Ribáry, historien, géographe, linguiste et universitaire hongrois (° 6 octobre 1827).
- 18 mai : Louis-Édouard Pie, cardinal français (° 26 septembre 1815).
- 25 mai : Franz Wilhelm von Ditfurth, érudit collectionneur de musique ancienne, chanteur, écrivain, juriste, et poète religieux allemand (° 7 octobre 1801).
- 31 mai : Joseph Guichard, peintre français (° 14 novembre 1806).

- 5 juin : Carl Friedrich Lessing, peintre allemand (° 15 février 1808).
- 6 juin : Eugen Adam, peintre allemand (° 22 janvier 1817).
- 12 juin : Édouard Huberti, peintre belge (° 6 janvier 1818).
- 18 juin : John August Sutter, commerçant et négociant américain d'origine suisse.
- 23 juin : Adolph Eduard Grube, zoologiste polonais (° 18 mai 1812).

- 22 juillet : Anna Caroline Oury, pianiste et compositrice allemande d'ascendance française (° 24 juin 1808).

- 5 août : William Henry Giles Kingston, écrivain et traducteur britannique (° 28 février 1814).
- 10 août : José María Yáñez, général et homme politique mexicain, héros de la guerre d'indépendance contre l'Espagne (° 1803).
- 16 août : Dominique Alexandre Godron, médecin, botaniste, géologue et spéléologue français (° 25 mars 1807).
- 29 août : Sanford Robinson Gifford, peintre paysagiste américain (° 10 juillet 1823).

- 9 septembre : Henri Place, peintre de paysage français (° 5 avril 1812).
- 13 septembre : Penina Moïse, poétesse juive américaine (° 23 avril 1797).
- 14 septembre : Étienne Raffort, peintre français (° 11 mai 1802).
- 22 septembre : François Étienne Victor de Clinchamp, peintre français (° 1787).

- 5 octobre :
  - William Lassell, astronome britannique (° 18 juin 1799).
  - Jacques Offenbach, compositeur français (° 20 juin 1819).
- 21 octobre : Henri Frédéric Schopin, peintre français d'origine allemande (° 12 juin 1804).
- 22 octobre : Ferdinand Chotomski, poète, traducteur, journaliste, médecin, peintre et humoriste polonais (° 20 janvier 1797).
- 26 octobre : Searles Valentine Wood, paléontologue britannique (° 14 février 1798).
- 27 octobre : Léon Herpin, peintre paysagiste et sur porcelaine français (° 12 octobre 1841).

- 1er novembre : José Maria da Silva Paranhos, homme politique et diplomate brésilien (° 16 mars 1819).
- 4 novembre : Alexandre Kviatkovski, révolutionnaire russe narodniki, membre fondateur de l'organisation Narodnaïa Volia (° janvier 1852).
- 11 novembre : Ned Kelly, hors-la-loi australien (° décembre 1854 ou juin 1855).
- 20 novembre :
  - Léon Cogniet, peintre français (° 29 août 1794).
  - Louis Coignard, peintre français (° 4 septembre 1812).
  - Louis Charles Timbal, peintre français (° 26 février 1821).
- 24 novembre : Napoléon Henri Reber, compositeur français (° 21 octobre 1807).
- 27 novembre : Adolf Klügmann, archéologue et numismate allemand (° 12 mai 1837).

- 2 décembre :
  - Angelo Inganni, peintre italien (° 24 novembre 1807).
  - Josephine Caroline Lang, compositrice de lieds et chanteuse allemande (° 14 mars 1815).
- 11 décembre : Oliver Winchester, homme politique, homme d'affaires et ingénieur américain (° 30 novembre 1810).
- 12 décembre : Jacques Errera (banquier), banquier belge (° 20 juillet 1834).
- 18 décembre : Michel Chasles, mathématicien français (° 15 novembre 1793).
- 19 décembre : Alexandre-René Chaussegros de Léry, seigneur, avocat et homme politique canadien (° 26 mars 1818).

Date inconnue : 
- Rizkallah Hassoun, journaliste et poète Syrien (° 1825).